# Bisdom Ocaña
Het bisdom Ocaña (Latijn: Dioecesis Ocaniensis) is een rooms-katholiek bisdom met als zetel Ocaña, in Colombia. Het bisdom is suffragaan aan het aartsbisdom Nueva Pamplona. 

## Geschiedenis
Het bisdom werd opgericht op 26 oktober 1962, uit delen van het apostolisch vicariaat Barrancabermeja en het bisdom Santa Marta. 

## Parochies
Het bisdom had in 2021 een oppervlakte van 18.000 km2 en telde 805.140 inwoners waarvan 71,9% rooms-katholiek was.

## Bisschoppen
- Rafael Sarmiento Peralta (26 oktober 1962 - 24 juli 1972)
- Ignacio José Gómez Aristizábal (24 juli 1972 - 10 oktober 1992)
- Jorge Enrique Lozano Zafra (28 juni 1993 - 15 mei 2014)
- Gabriel Ángel Villa Vahos (15 mei 2014 - 11 februari 2020)
- Luis Gabriel Ramírez Díaz (27 februari 2021 - 8 januari 2023; apostolisch administrator sinds 24 maart 2020)
  - Jorge Alberto Ossa Soto (apostolisch administrator: 15 januari 2023 - heden)
- sedisvacatie

## Galerij van afbeeldingen

Wapen van het bisdom Ocaña

Nueva Pamplona (aartsbisdom) · Arauca · Cúcuta · Ocaña · Tibú